# Cervezas de México
Las cervezas mexicanas tienen larga historia como bebida fermentada tras la llegada de los conquistadores europeos a América. México es hoy uno de los principales exportadores de cerveza del mundo, pero su tradición cervecera viene de hace muchísimo tiempo. La Unesco posiciona al país como el sexto lugar a nivel mundial en consumo de cerveza, ingiriendo por persona anualmente 62 litros, quedando por debajo de España con 66 litros, Inglaterra con 103 litros, Alemania con 131 litros y República Checa con 169 litros.

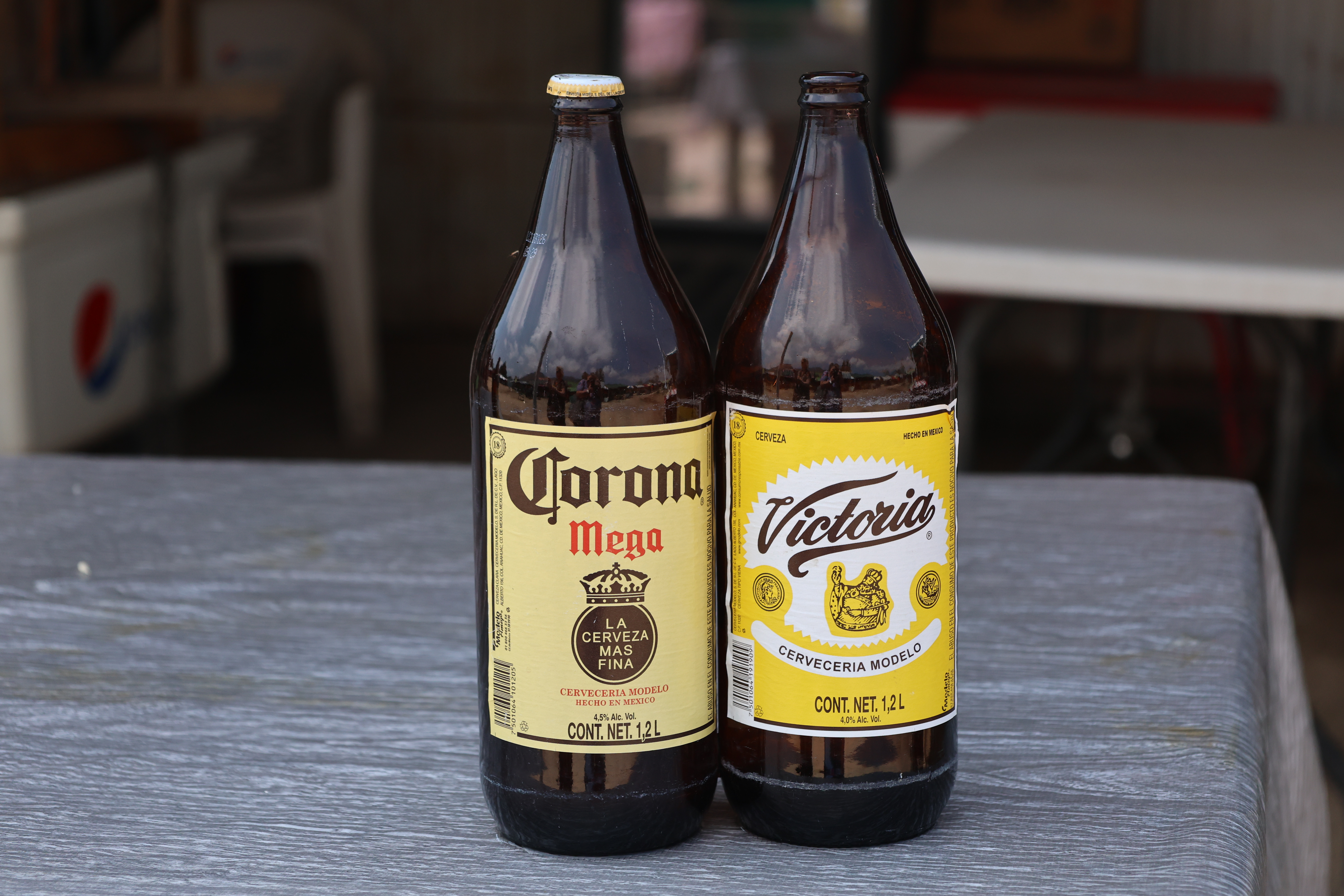
Corona Mega y Victoria Caguamon.

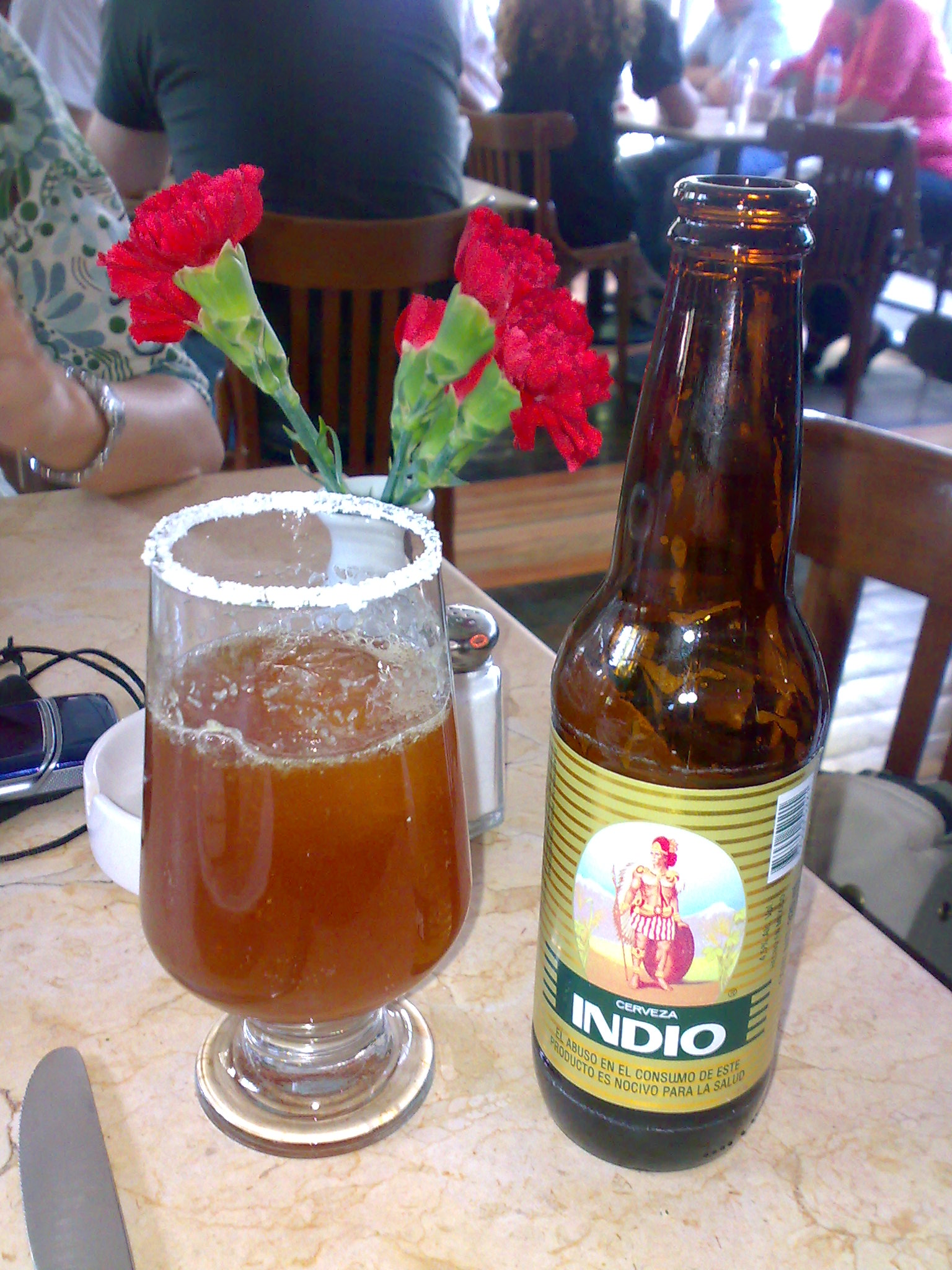
Michelada y Cerveza Indio.

## Historia
Veinte años después de la caída de Tenochtitlán, se fundó en el Virreinato de Nueva España la primera fábrica de cerveza del continente americano.
Hace tiempo, la mayoría de las cervezas antes mexicanas fueron producidas por dos gigantes de la cerveza, Cuauhtemoc Moctezuma y Grupo Modelo. Dichos grupos cerveceros forman parte de la holandesa Heineken y la belga InBev, respectivamente.
Alguna vez fueron:
- Cervecería Cuauhtémoc Moctezuma con sus marcas: Tecate, Tecate light, Sol, Sol Limón y Sal, Sol Cero, Dos Equis, Dos Equis Ámbar, Carta Blanca, Carta Light, Superior, Indio, Bohemia Clásica y Oscura, Noche Buena y Kloster.[4]

- Grupo Modelo con marcas de una mayor parte del mercado de exportación con la cerveza Corona, Corona Light, Negra Modelo, Modelo Especial, Modelo Light y Pacífico, y sus Marcas locales como Estrella, Montejo, Victoria, León, Barrilito y Tropical Light.[5]

Las marcas de cerveza destinada exclusivamente para el mercado interno son:
- Victoria
- Estrella
- Montejo
- León

## Componentes y procesos

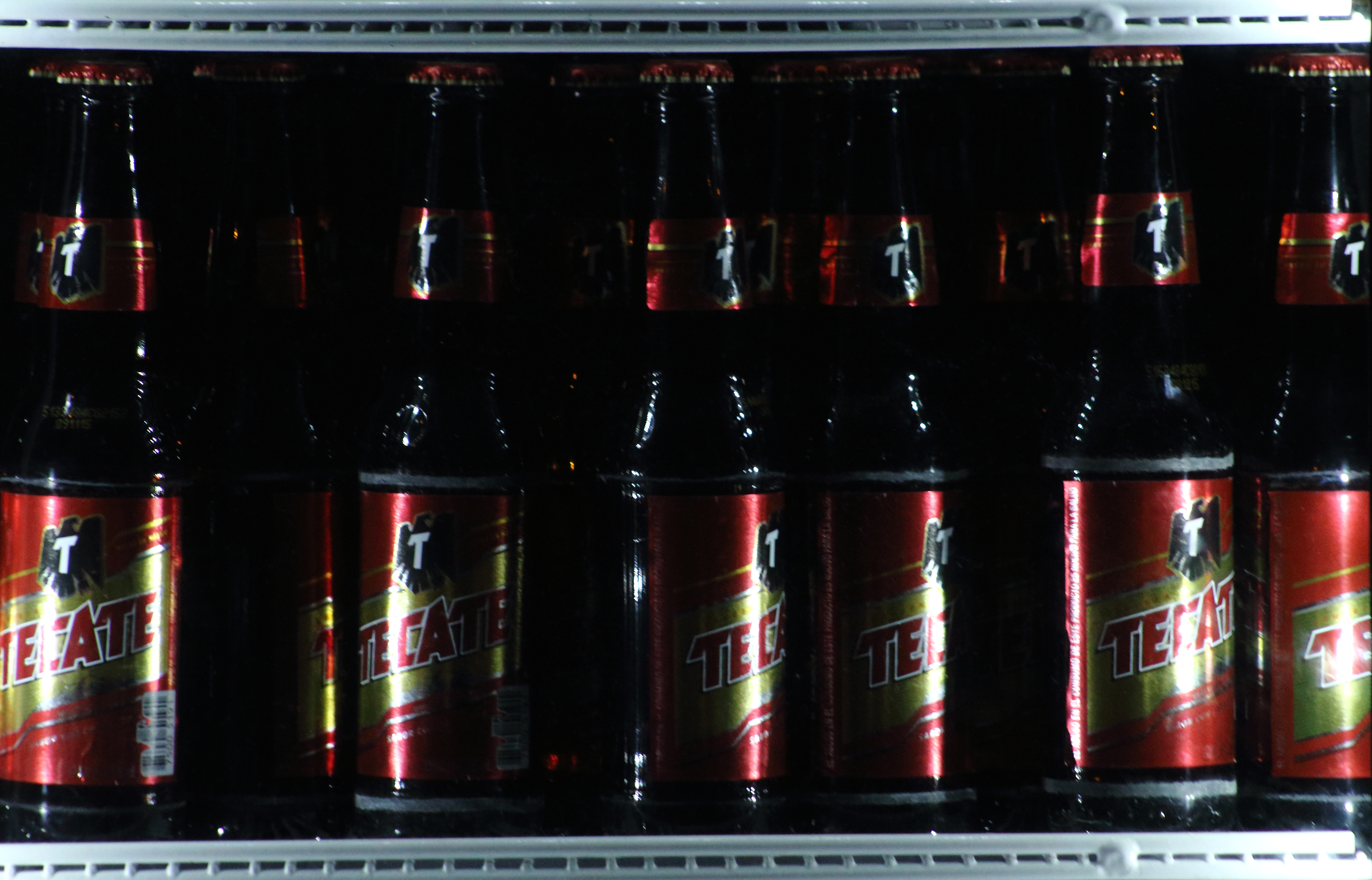
Cervezas Tecate

En épocas recientes, ha crecido este control mediante la reglamentación del proceso en cuanto a materiales peligrosos, como aditivos. Existe un continuo control en la presencia de ácido arsénico y plomo, además de nitrosaminas que en dosis elevadas resultan ser carcinogénicas en animales de laboratorio.
Sin embargo, diversos estudios científicos de ámbito internacional han demostrado que la cerveza es una bebida natural y saludable que no contiene grasas y aporta vitaminas, minerales y otras substancias con propiedades funcionales, por lo que su consumo puede incluirse en cualquier dieta equilibrada. Algunas de sus propiedades son:
- Alcohol etílico: El consumo moderado de alcohol tiene efectos positivos para el organismo, siempre que se trate de individuos adultos, sanos y que no consuman fármacos con los que el alcohol pueda interferir, aumenta el colesterol asociado a las lipoproteínas de alta densidad (HDL). Reduce el riesgo de enfermedades y accidentes cardiovasculares también está asociado con el retraso de la aparición de la menopausia.

- Folatos: Asociados a la reducción del riesgo a sufrir anemia megaloblástica y malformaciones en la médula espinal. El consumo de una cerveza al día cubre el 10-15% de las necesidades diarias de esta vitamina.

- Polifenoles: Antioxidantes naturales, participan potencialmente en la protección contra enfermedades cardiovasculares y en la reducción del envejecimiento del organismo.

- Fibra Soluble: El consumo de cerveza aporta una importante cantidad de la ingesta recomendable de fibra soluble, y puede complementar el aporte de fibra de otros alimentos.

## Cualidades de la cerveza
- Fácil digestión y estímulo del apetito: Su riqueza en extractos naturales la convierte en un buen aperitivo porque estimula las papilas gustativas y abre el apetito.

- Aporte Calórico: La cerveza contiene poco azúcar y nada de materia grasa, un tercio de cerveza aproximadamente tiene 150 kcal.

- Dietas Hiposódicas: La cerveza tiene un bajo contenido en sodio y, por tanto muy adecuada para este tipo de dietas, la relación de potasio a sodio es de 15,7 similar al del agua potable y 16 veces inferior al de la leche.

- Aporte Vitamínico: El consumo de un tercio aporta un 10% de fósforo y vitaminas solubles del grupo B, importantes para el equilibrio nervioso, como la riboflavina (B2), que facilita la digestión, piridoxina (B6), niacina, folatos y ácido fólico, y tianina (B1), actúa sobre el metabolismo de los glúcosidos.

## Cerveza Artesanal

Cerveza artesanal que se elabora en Tequixquiac.

Actualmente ha habido un auge de nuevas marcas de cerveza mexicana, gracias al surgimiento de cervecerías independientes. Averno, Fauna, Playa del Carmen Beer Co. Amante, Gato Gordo, Dos Pistones, Tres B, Puerco Salvaje, Minerva, Calavera, Ramuri, Jack, Kudos, Calafia, Cervecería La María, Cervecería de Colima, Cervecería Gauss, son sólo algunas del nuevo movimiento cervecero. 
Lo que define a una cerveza como artesanal es prácticamente que no se usen aditivos químicos y aunque se elabora con algunas máquinas y filtros contiene este proceso diversas tareas manuales, este proceso hace que cada cervecero tenga su propio sabor y manera en particular de fabricarla. El proceso de producción de la cerveza artesanal es muy sencillo, y cualquier persona lo puede hacer en casa. Hay diversos sabores de cerveza y dependiendo de la compañía es como se realiza actualmente se dice que para poder consumir una cerveza que sea 100% mexicana tiene que ser artesanal. 
El país ocupa el séptimo lugar en consumo de cerveza en el mundo esto al final lleva a que los consumidores quieran probar cosas nuevas, llevar su paladar a diferentes experiencias. A pesar de que muchas empresas mexicanas artesanales venden ya hasta 90 mil litros mensuales, su proceso sigue siendo estrictamente artesanal para mantener el prestigio y calidad que las caracterizan.

## Costumbres
Una costumbre al beber cerveza es tomarla acompañada de rebanadas de limón con sal.
Otra forma muy popular en todo el país es beberla como Michelada.

## Exportación
Estados Unidos es el mayor mercado para la cerveza mexicana fuera de México. Según la Asociación Nacional de la Cerveza de Estados Unidos el gusto estadounidense por la cerveza mexicana no sólo ha crecido, sino que ha rebasado a las cerveceras competidoras de otras naciones, varias de ellas siendo potencias mundiales de cerveza como Alemania, Bélgica, Holanda, República Checa y Austria.